# Schnorrscheibe

Schnorrscheibe

Eine Schnorrscheibe ist ein federndes Maschinenelement zwischen Schraubenkopf und Werkstück. Durch eine Verzahnung an der Ober- und Unterseite graben sich die Zähne in die Werkstückoberfläche ein und bilden einen Formschluss. Dadurch wird das selbständige Lösen der Verbindung verhindert (Losdrehsicherung).
Die Schnorrscheibe ist eine Spannscheibe (genauer Sperrkantscheibe) nach DIN 6796 der Firma Schnorr GmbH.